# M4-WAC-47
O M4-WAC-47 é um fuzil de assalto de fabricação ucraniana criado pela UkrOboronProm e pela empresa americana Aeroscraft (uma divisão da Worldwide Eros Corporation).  Baseado na plataforma Colt AR-15, ele pode disparar cartuchos do padrão soviético 7,62×39mm ou do padrão da OTAN 5,56×45mm, trocando o cano e outras peças. Foi testado em diferentes seções das Forças Terrestres e da Guarda de Fronteira Ucranianas, estimando-se que os testes tenham sido concluídos no final de abril de 2018.

## Galeria

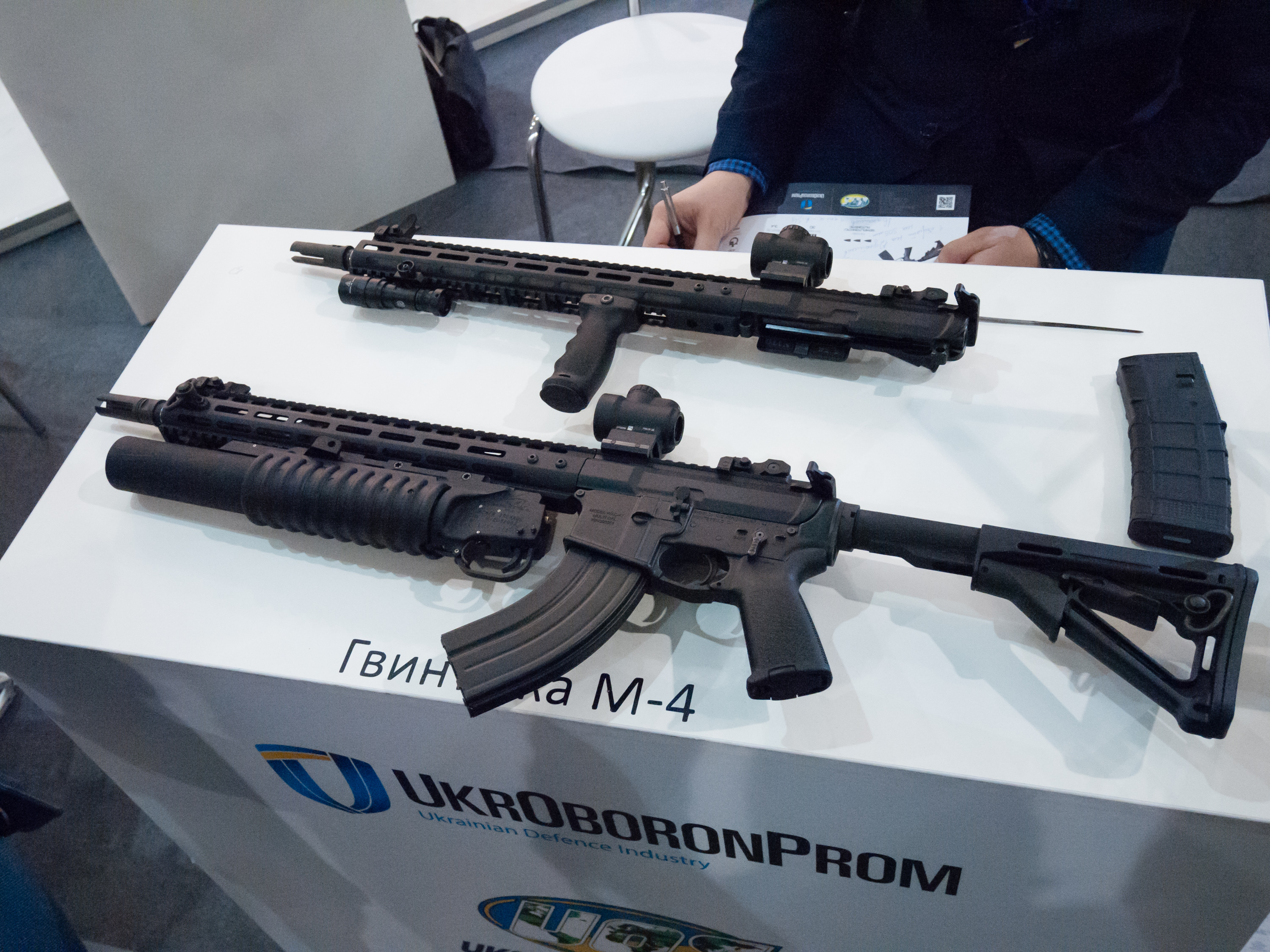
Um M4-WAC-47 em exibição no escritório da Indústria de Defesa Ucraniana em Kiev (UkrOboronProm).